# Maaja Ranniku
Maaja Ranniku (ur. 1 marca 1941 w gminie Abji, zm. 24 października 2004 w Tallinnie) – estońska szachistka, mistrzyni międzynarodowa od 1964 roku.

## Kariera szachowa
W roku 1964 podzieliła I miejsce (wraz z Tatianą Zatułowską) w mistrzostwach Związku Radzieckiego, a następnie pokonała ją w dogrywce 4 - 2 i zdobyła tytuł mistrzyni ZSRR. Dzięki temu sukcesowi wystąpiła w tym samym roku w turnieju pretendentek w Suchumi, zajmując VI miejsce (wynik ten odpowiadał wówczas siódmej pozycji na świecie). W 1978 awansowała do rozegranego w następnym roku w Alicante turnieju międzystrefowego, który ukończyła na VIII miejscu. Tu sukcesów Maaji Ranniku w turniejach międzynarodowych należały m.in. I m. w Budapeszcie (1969), I m. w Braszowie (1971), dz. II m. we Vrnjackiej Banji (1973), dz. III m. we Frunze (1978, turniej strefowy) oraz dz. II m. w Tallinnie (za Gulnarą Sachatową, wspólnie z Tatianą Fominą).
Była jedną z najwybitniejszych estońskich szachistek, m.in. dziesięciokrotnie zdobywając tytuł indywidualnej mistrzyni swojego kraju (w latach 1961, 1963, 1967, 1973, 1981, 1982, 1984, 1987, 1988 i 1991). W 1992 roku jedyny raz w swojej karierze wystąpiła na szachowej olimpiadzie w Manili, zdobywając 6½ pkt w 11 partiach.